# Pseudomorpha tenebroides
Pseudomorpha tenebroides är en skalbaggsart som beskrevs av Notman. Pseudomorpha tenebroides ingår i släktet Pseudomorpha och familjen jordlöpare. Inga underarter finns listade i Catalogue of Life.